# Давід Костас
Давід Костас Кордаль (ісп. David Costas; нар. 26 березня 1995, Віго, Іспанія) — іспанський футболіст, захисник клубу «Реал Ов'єдо».

## Клубна кар'єра
У дорослому футболі дебютував 2013 року виступами за команду клубу «Сельта», в якій провів два сезони, взявши участь у 18 матчах чемпіонату. 
Своєю грою за цю команду привернув увагу представників тренерського штабу клубу «Мальорка», до складу якого приєднався 2015 року на правах оренди. Відіграв за клуб з Балеарських островів наступний сезон своєї ігрової кар'єри. Більшість часу, проведеного у складі «Мальорки», був основним гравцем захисту команди.
До складу клубу «Реал Ов'єдо» на правах оренди приєднався на початку 2017 року.

## Виступи за збірні
2014 року дебютував у складі юнацької збірної Іспанії, взяв участь у восьми іграх на юнацькому рівні.
2014 року залучався до складу молодіжної збірної Іспанії.